# Ekliptika
Ekliptika je průsečnice, v níž rovina dráhy Země kolem Slunce protíná nebeskou sféru. Slovo je odvozeno od řec. ekleipsis a lat. eclipsis - zatmění, protože právě v nejtěsnější blízkosti ekliptiky nastávají zatmění Slunce a Měsíce.

Z pohledu zemského pozorovatele se Slunce jeví tak, jakoby se pohybovalo na pozadí hvězd. Ekliptika je dráha, kde je Slunce zobrazeno na dráze vzhledem ke hvězdám. Země dokončí svůj orbit kolem Slunce za 365 dní.

Ekliptika má tvar kružnice a protíná nebeský rovník ve dvou bodech. Jeden se nazývá jarní a druhý podzimní. S nebeským rovníkem svírá ekliptika úhel přibližně 23°. V nejsevernějším bodě, kde je Slunce v období letního slunovratu, se ekliptika dotýká obratníku Raka, v nejjižnějším bodě, kde je Slunce v období zimního slunovratu se ekliptika dotýká obratníku Kozoroha. Při pohledu ze Země putuje Slunce po ekliptice a prochází přitom během roku různými souhvězdími, která nazýváme zvířetníková souhvězdí. Blízko ekliptiky najdeme i všechny planety sluneční soustavy i Měsíc.

## Rovina ekliptiky
Rovina ekliptiky je rovina, ve které obíhá Země kolem Slunce. Tato rovina se s časem téměř nemění, a proto je vhodná pro definování soustavy souřadnic (ekliptikální souřadnice).
Všechny planety sluneční soustavy obíhají kolem Slunce v rovinách, které se od roviny ekliptiky liší málo. Tato skutečnost je pravděpodobně důsledkem vývoje sluneční soustavy z plynného protoplanetárního disku.

## Sklon dráhy k ekliptice
Sklon dráhy k ekliptice je úhel, který svírá hlavní rovina dráhy tělesa s rovinou ekliptiky. Velké sklony jsou typické pro tělesa rozptýleného a odděleného disku. Z planet má největší sklon dráhy Merkur (7°). Extrémně nakloněnou dráhu má kentaur (127546) 2002 XU93 (77,9°).